# فرودگاه هومبولت
فرودگاه هومبولت (به انگلیسی: Humboldt Airport) یک فرودگاه همگانی است که یک باند فرود آسفالت دارد و طول باند آن ۷۶۴ متر است. این فرودگاه در کشور کانادا قرار دارد و در ارتفاع ۵۶۷ متری از سطح دریا واقع شده‌است.